# Scytodes gertschi
Espèce
Scytodes gertschi est une espèce d'araignées aranéomorphes de la famille des Scytodidae.

## Distribution
Cette espèce est endémique du Panama.

## Description
La carapace du mâle holotype mesure 2,0 mm et la carapace de la femelle paratype mesure 2,2 mm.
Les mâles mesurent de 3,00 à 3,75 mm et les femelles de 3,63 à 4,50 mm.

## Étymologie
Cette espèce est nommée en l'honneur de Willis John Gertsch.

## Publication originale
- Valerio, 1981 : Spitting spiders (Araneae, Scytodidae, Scytodes) from Central America. Bulletin of the American Museum of Natural History, no 170, p. 80-89 (texte intégral).